# Wszyscy inni
Wszyscy inni (niem. Alle anderen) – niemiecki melodramat z 2009 roku w reżyserii Maren Ade. Światowa premiera filmu miała miejsce 9 lutego 2009 w konkursie głównym na 59. MFF w Berlinie, gdzie obraz zdobył Srebrnego Niedźwiedzia – Nagrodę Grand Prix Jury.

## Obsada
- Birgit Minichmayr − Gitti
- Lars Eidinger − Chris
- Nicole Marischka − Sana
- Hans-Jochen Wagner − Hans